# Pseudopinnixa
Pseudopinnixa is een geslacht van kreeftachtigen uit de klasse van de Malacostraca (hogere kreeftachtigen).

## Soort
- Pseudopinnixa carinata Ortmann, 1894